# 速ホゥ!
『速ホゥ!』（そくほう）は、2005年4月1日から2008年9月26日まで放送されていたテレビ東京製作の報道番組。『TXNニュースアイ』の後番組としてスタートした。

## 概要
「『速い』情報を追求し、『ホゥ!』という驚きや発見があるニュース番組」をコンセプトに、暮らしに身近な経済情報を中心とした最新のニュースや、話題の新製品情報などを放送。グルメや芸能情報などが多い他局の夕方ニュースと違い、ストレートニュース形式での放送色を出している。
番組のテーマ曲は2007年3月まで中村幸代が作曲、演奏を担当した。
キャッチコピーは「ニュースは鮮度!!夕刊にも載っていない速報をお伝えします!今一番知りたい最新ニュースをぎゅっと新鮮パックした26分。」（番組HPと番組情報より）。
番組は2008年9月26日をもって終了した。テレビ東京での後番組は、複合型の大型情報番組『FINE!』（関東地区のみ）を翌週29日より開始した。
ちなみに、これに伴い当枠は新番組に内包された上で開始時刻のさらなる前倒し（16:52 - ）と放送時間の拡大が行われる見通しだった。しかしその一方で、当該枠をニュースコーナー化することなどを含め『速ホゥ!』そのものを終了させる方向でも検討が行われていた。最終的には、番組を終了させ新番組内のニュースパートである『NEWS FINE』の第2部扱いとする運びとなった。

### 番組名の表記とロゴについて
- 一般には「速ホゥ!」と表記されることが多いが、公式ページでは「速ホウ!」となっているほか、それぞれに「!」が付いていたり付いていなかったりしており、最後まで統一されなかった。また番組のロゴは開始当初は2種類あったが、2005年7月のオープニングCG廃止に伴い、CGに使われていたロゴは使用されなくなった。ただし最新ニュースの一覧のバックでは2007年3月まで使用された。ロゴの問題に関しては、同年4月に番組ロゴが一新されたため解消した。
- また、前番組では『TXNニュースアイ』と、ネットワーク名であるTXNの表記があったが、この番組にはTXNの表記がなく正式名称が「速ホゥ!」となっている。（一部では「TXNニュース（・）速ホゥ!」の表記もたまに見られるが誤りである。）

## 歴代出演者
メインキャスター・サブキャスター
| 期間     | 期間      | メインキャスター | サブキャスター | サブキャスター | サブキャスター | サブキャスター | サブキャスター |
| 期間     | 期間      | メインキャスター | 月             | 火             | 水             | 木             | 金             |
| -------- | --------- | ---------------- | -------------- | -------------- | -------------- | -------------- | -------------- |
| 2005.4.1 | 2006.3.31 | 佐々木明子       | 赤平大         | 赤平大         | 矢内雄一郎     | 矢内雄一郎     | 矢内雄一郎     |
| 2006.4.3 | 2006.6.30 | 佐々木明子       | 矢内雄一郎     | 矢内雄一郎     | 矢内雄一郎     | 矢内雄一郎     | 矢内雄一郎     |
| 2006.7.3 | 2007.3.30 | 赤平大           | 松丸友紀       | 大江麻理子     | 森本智子       | 倉野麻里       | 滝井礼乃       |
| 2007.4.2 | 2008.9.26 | 赤平大           | 倉野麻里       | 倉野麻里       | 倉野麻里       | 倉野麻里       | 倉野麻里       |

- 備考
  - 佐々木明子、赤平大は『TXNニュースアイ』から続投。
  - 佐々木明子はニューヨーク支局に異動の為、降板。
  - サブキャスターは2007年4月以降は曜日ごとから一人に一本化された。2007年10月以降は現場からの中継出演が増えた。[1]
  - 倉野麻里は『NEWS FINE』（第2部）も続投。

上記以外のサブキャスター
- 石川葉子※後述する「初モノ」コーナー終了に伴い降板、以降不定期で出演。

気象キャスター
- 内藤聡子（気象予報士）※三桂所属

ナレーション
- 女性
  - 酒井美紀（俳協所属）※女優の酒井美紀は、同姓同名だが無関係
- 男性
  - 2006年7月? - 2008年9月：山岸功（俳協所属）

※それまでは、赤平大・矢内雄一郎両アナがそれぞれの出演日に担当

### キャスター休暇中の代役
2005年
- 松丸友紀
- 滝井礼乃
- 亀井京子※内藤聡子の代役、不定期のVTR取材リポートも。

2006年
- 大岡優一郎（8月5日 - 9日 / 夏季休暇中の赤平のリリーフ）

2007年
- 大岡優一郎（9月17日 - 21日 / 夏季休暇中の赤平のリリーフ）
- 大竹佐知
- 滝井礼乃（8月6日 / 北京取材中の倉野麻里のリリーフ）
- 前田真理子（8月7日 / 同上）
- 松丸友紀（9月10日 - 12日、14日 / 夏季休暇中の倉野麻里のリリーフ）
- 滝井礼乃（9月13日 / 夏季休暇中の倉野麻里のリリーフ）
- 須黒清華（内藤聡子のリリーフ、それ以降は倉野麻里不在のリリーフ）

2008年
- 久保田麻三留（3月28日 / 赤平大のリリーフ）

この日は赤平大・倉野麻里ともに不在だったため、久保田麻三留と内藤聡子の二人が代役として登場。倉野麻里が読む最新ニュースは久保田麻三留が担当。フラッシュニュースのうち、1本はナレーション担当の酒井美紀が読んだ。両者不在の理由についてこちらを参照
- 水原恵理（2008年3月31日 / 倉野麻里のリリーフ）

倉野麻里が外部中継を担当したため
- 森本智子（2008年4月30日 / 倉野麻里のリリーフ）

倉野麻里が外部中継を担当したため
- 美濃岡洋子（4月30日 - 5月2日 / 内藤聡子のリリーフ）
- 滝井礼乃（9月8日 / 夏季休暇中の倉野麻里のリリーフ）

## 放送時間
ここでの時間は、すべてJSTで表す。

### 地上波・BSデジタル放送
| 期間                          | テレビ東京・BSジャパン | テレビ北海道・テレビせとうち | テレビ愛知    | テレビ大阪    | TVQ九州放送   | 岐阜放送      | びわ湖放送・奈良テレビ・テレビ和歌山 | 備考 |
| ----------------------------- | ---------------------- | ---------------------------- | ------------- | ------------- | ------------- | ------------- | ------------------------------------ | --- |
| 2005年4月1日 - 2006年3月31日  | 17:00 - 17:25          | 17:00 - 17:25                | 17:00 - 17:25 | 17:00 - 17:25 | 17:00 - 17:25 | 17:00 - 17:25 | 17:00 - 17:25                        | |
| 2006年4月3日 - 2007年3月30日  | 16:55 - 17:25          | 17:00 - 17:23                | 17:00 - 17:23 | 17:00 - 17:23 | 17:00 - 17:23 | 17:00 - 17:25 | 17:00 - 17:25                        | 主な項目は16:54.30フライングスタート、BSジャパンは編成状況により主な項目のフライングスタートをせず、16:55の挨拶のところから番組スタートとなることもある、なお、BSジャパンのEPGでは16:55開始となっている、BSジャパンでは主な項目のフライングスタート時はBSジャパンの透かしロゴの表示は消去 |
| 2007年4月2日 - 同年4月27日    | 16:54 - 17:20          | 16:54 - 17:15                | 16:54 - 17:14 | 16:54 - 17:13 | 16:54 - 17:18 | 16:54 - 17:20 | 16:54 - 17:15                        | ここでは各局などが発表していた一般的な放送時間で表記、秒単位での詳しい終了（飛び降り）時間は下記の番組構成を参照のこと |
| 2007年4月30日 - 2008年3月28日 | 16:54 - 17:20          | 16:54 - 17:15                | 16:54 - 17:14 | 16:54 - 17:13 | 16:54 - 17:18 | 16:54 - 17:15 | 16:54 - 17:15                        | ここでは各局などが発表していた一般的な放送時間で表記、秒単位での詳しい終了（飛び降り）時間は下記の番組構成を参照のこと |
| 2008年3月31日 - 同年9月26日   | 16:54 - 17:20          | 16:54 - 17:15                | 16:54 - 17:13 | 16:54 - 17:13 | 16:54 - 17:18 | 16:54 - 17:15 | 16:54 - 17:15                        | ここでは各局などが発表していた一般的な放送時間で表記、秒単位での詳しい終了（飛び降り）時間は下記の番組構成を参照のこと |

### 日経CNBC
- 2006年1月5日 - 3月31日

平日 18:30 - 18:56（時差放送）
- 同年4月3日 - 2007年3月30日

平日 18:30 - 19:00（時差放送、主な項目は放送せず、16:55の挨拶のところから番組スタート）
- 同年4月2日 - 2008年8月29日

平日 18:30 - 18:55（時差放送、16:52の予告は放送せず、16:54の挨拶のところから番組スタート）
※同年9月1日より『ワールドワイド・エクスチェンジ』（CNBCアジア制作の番組）を放送のため、8月29日をもって時差放送は打ち切られた。

### 地上波に関する備考
- 第1回は、テレビ東京とBSジャパンのみ、17:55まで拡大してのスペシャル版が放送された。
- 2005年12月29日放送分（同年最後の放送）は17:00 - 18:00の拡大版として放送。但しテレビ愛知（岐阜放送は完全ネット）、テレビせとうちはレギュラーのローカル部分を通常通り放送したため、前半のみのネットになった。
- 2006年9月6日放送分は秋篠宮妃御出産関連のニュースのため16:55 - 17:55の拡大版として放送。後続のアニメ枠2本を30分繰り下げて18時台に集約させ、この日の『スキバラ』は休止となった。
- 同年最後の放送となる12月29日放送分は16:55 - 17:55の拡大版として放送したが、系列局及び一部U局は17:00開始だった。尚、岐阜放送は16:55開始の完全ネットで、びわ湖放送は未ネットだった。TVQ九州放送は九州経済NOWの特番を放送したため、17:25までのネットになった。
- 2007年4月からはすべての局が16:54ちょうどの開始となり、1年ぶりに冒頭で全局向けの挨拶が復活した。またローカル枠も8分繰り上がって全国ネットは原則17:15（一部の局は17:17.45）までになった。
- 同年5月28日は松岡利勝農林水産大臣の自殺により10分延長し、16:54 - 17:30となったが、テレビせとうちなど大半の局は通常通りの定時（17:15）で飛び降り、以降は通常通りの番組を放送するにとどまった。ただテレビ大阪のみ17:15に一旦飛び降りて『ニュースBIZ』を5分間に短縮して挟み、再び17:20から飛び乗るという拡大措置をとった。尚テレビ東京は17:20からの『ケンちゃんの晩めし前!』と17:25からの『Go!Go!E-TRAP』について、時間変更せず完全に休止とした。
- 同年9月12日は安倍晋三内閣総理大臣の退陣表明により、30分延長し16:54 - 17:50となった。これに伴い『NARUTO』の再放送（BSジャパンはテレビショッピング枠）は休止となった。
  - この日、系列局の飛び降り時刻は17:42.20と17:42.30（TVQは17:46.45）となり、系列局のローカルニュースは29分もしくは30分繰り下げとなった（TVｈは17:45、TVAは17:43、TSCは17:45、TVQは17:48。なおテレビ大阪の『ニュースBIZ』は7分間に短縮され17:44から17:51まで、17:51 - 18:00は『たこるTV』に変更）が、独立U局は17:14前に飛び降りた（ただし岐阜放送は17:45までネット）。またこの日は通常TVQとBSジャパン以外でのネット局には流れない天気予報が17:40頃に放送され、関東の天気もそのまま流れた。
- 同年12月28日は、年末スペシャルとして30分拡大し17:50まで放送。ローカル枠は原則として約29分繰り下げたが、今回は各局の対応にかなりのバラつきがあった。各局の対応については以下の通り。
  - テレビ大阪・テレビ愛知・テレビせとうち…17:42.25で飛び降り、ローカル枠はそれぞれ17:42、17:44、17:45から
  - TVQ…17:46.40で飛び降り
  - 奈良テレビ・岐阜放送…17:22.00で飛び降り（奈良テレビはSBなしで17:22 - テレビショッピング、岐阜放送は3分間のSB後17:25 - 『夕がた屋テ!』）
  - テレビ北海道・テレビ和歌山・BSジャパン…17:48.00までフルネット
  - びわ湖放送…「びびっとビーム」を拡大して放送するため、番組そのものを休止。
  - 日経CNBC…18:30 -　19:25 フルネット（録画放送）

テレビ東京制作の（ベルト番組の）ニュースでは唯一ローカル枠が含まれる番組であるため放送時間の拡大･次番組の休止などの措置がとられることが多い。また経済ニュースが大半のテレビ東京において唯一、全編一般内容のニュース番組である（過去では『ニュースウォッチ』もそうだったが、2004年4月開始の『ニュース&マーケットイレブン』からは経済メインに変更）。
テレビ東京の報道に対する姿勢は「特番は慎重に、撤退は早々に」 という言葉通り重大事件･事故が発生した場合においても通常編成を貫くことで知られていたが、これには賛否両論の声があった。だがここ数年は時間拡大や特番編成などに意欲的であり、それは夕方枠の拡大頻度が近年増加傾向であることからもうかがえる。また長らく続いた17:00スタートの区切りが（他局にならって?）撤廃され5分前倒しになるなど、この番組の開始以降これまでの流れが大きく変わりつつある。また年明け最初の放送は他4局よりも遅く、早くて1月5日、もっとも遅くて1月7日からである。これは4日が年末年始特番の影響に伴い、レギュラー放送のアニメ・ドラマを2時間ほど集中放送するため。

## 番組構成・タイムテーブル

### 2005年4月4日 - 2005年6月末
- 17:00.00- 番組スタート
  - パート1- トップニュース
  - タイトルCG&提供
  - 最新ニュース一覧（6項目）
  - 上記の項目から3本程度抜粋
  - ジングル（5秒）
- CM（全国帯）90秒
- パート2- ニュース
  - ジングル（5秒）
- CM90秒（スポットローカル）
- パート3- 新商品情報（水曜日は金融商品情報）※CM前への移動や休止あり
  - 天気予報
  - 再び最新のニュース一覧 / 追加された分のニュース
  - マーケット情報 ※大半の局がここで飛び降り
- 17:22.45- CM60秒（関東ローカル）
- 17:23.45- 【関東ローカル】最後にもう一本（10秒）
- 17:23.55- 次番組予告ジャンクション※関東のみ / BSジャパン・日経CNBCはIDに差し替え

開始日の2005年4月1日は、スタジオセットの変更前だったため旧横浜銀行本店別館・横浜アイランドタワー低層部からの放送となった。また初回ということで経済評論家の伊藤洋一をゲストに迎え55分間のスペシャル放送としたが、テレビ東京とBSジャパン以外の局は17:25前に飛び降りた。

### 2005年7月 - 2006年3月31日
- 17:00.00- 番組スタート（右上にタイトル表示）
  - パート1- トップニュース
  - 最新ニュース一覧（5項目）
  - この中から3本程度抜粋
  - 提供（13秒）
- CM90秒（全国帯）
- パート2- ニュース
  - ジングル（5秒）
- CM90秒（スポットローカル）
- パート3- 初モノ（水曜日はマネーコーナー）※CM前への移動や休止あり
  - 天気予報
  - フラッシュニュース
  - マーケット情報 ※大半の局がここで飛び降り
- 17:22.45- CM60秒（関東ローカル）
- 17:23.45- 【関東ローカル】最後にもう一本（10秒）
- 17:23.55- 次番組予告ジャンクション　※関東のみ / BSジャパン・日経CNBCはIDに差し替え

### 2006年4月3日 - 2007年3月30日
- 16:54.30- 【関東ローカル】今日のラインナップ（2006年5月頃 - ）※TXとBSジャパンのみ
- 16:55.00- 【関東ローカル】番組スタート
  - 全国向けニュースへのプロローグなど※TXとBSジャパンのみ
- 17:00.00- 系列5局と独立U4局が飛び乗り
※ハイビジョン制作の表示はここで行う（テレビ東京の生放送番組では提供クレジットで使用されているものを使わず、番組で使用されるテロップからの表示のため地上波でもBSデジタルでもこのマークを確認できる。これは通常、収録放送となる番組が生放送で行なわれる場合も同様だった）
※2006年4月当初は、キャスターの赤平が「5時になりました」と言っていたが、後に違和感がないようにするために言わなくなった。※TX・BSジャパンと時差放送の日経CNBCでは5時直前に赤平が「では次（のニュース）です」と言って少し間をおき、5時になってからニュースを読む形となっている。また、5時ちょうどからVTRを開始させるという例もある。これらも違和感がないようにするための配慮である。
※TXとBSジャパン以外の局がすべてこの時刻での飛び乗りとなったため、2006年3月までどの局でも聞けたオープニング音楽がこの時期は2局のみとなった。
  - パート1-  全国ニュース
- CM90秒（スポットローカル）
- パート2- ニュース / 17時現在の最新ニュース一覧
※一覧は時間移動されたり、放送されない日もある
  - 提供クレジット13秒（「ここからは～」に変更）
- CM90秒（全国帯）
- パート3- ニュース
- CM90秒（スポットローカル）※2006年?月からは月・火のみ95秒
- 『日経スペシャル』番宣（月・火のみ）※CM扱い ※放映なしの日あり　2006年?月 -
- パート4- 天気予報 / フラッシュニュース / マーケット情報（祝日なし）

※ここで系列5局がネット飛び降り
- 17:22.45- CM60秒（関東ローカル）
- 17:23.45- 【関東ローカル】最後にもう一本 10秒※TX・BSジャパンと独立4局・日経CNBCのみ
- 17:23.55- 次番組予告ジャンクション5秒※TXのみ、BSジャパン・日経CNBCはIDに差し替え（『ワールドビジネスサテライト』でも同様）

### 2007年4月2日 - 2008年9月
- 16:54.00- 番組スタート
  - パート1- トップニュース1-2項目
- CM60秒（スポットローカル）
- 16:59頃- 最新ニュース一覧（4項目）
※4項目分をまとめて紹介し、その後2 - 3項目を取り上げる。当初はCM前に放送。場合によって項目一覧の割愛や休止あり。
2007年10月1日から取り上げるのが4項目すべてに、また項目を紹介する毎にニュースを入れる形にマイナーチェンジ
  - パート2- ニュース
  - 提供クレジット13秒
- CM90秒（全国帯）※但し、現在もCM時間が60秒の場合の日があり。
- パート3- ニュース / フラッシュニュース（2 - 4本） / マーケット情報（祝日なし）
  - ここでTVhおよびBBCが飛び降り（17:13.20）

※マーケット情報が17:13.20までに収まりきらないことが多く、これらの局ではマーケット情報の途中で切れてしまうことが多い。
- 17:13.20- 飛び降りした局以外では、赤平キャスターが「この後もニュースを続けます」もしくは「この後もニュースです」とコメント
- 17:13.25- スタジオの風景をバックに「この後もニュース」のテロップとジングル（タイマーでの出力）
  - ここでTVA・TVO・TSCおよびGBS・TVN・WTVが飛び降り（17:13:30）

※この際WTVは「この後もニュース」の部分を、「このあと18時から @あっと!テレわか」というテロップに差し替えている。尚、同番組でもニュースコーナーはある。
※TVNでも「この後もニュース」の部分までネットする（テロップ差し替えはしない）同局のローカルニュースがその6時台にあるため、飛び降り後に5秒間の自社送出のEND表示を行う。
- 17:13.30- CM90秒（スポットローカル）
- 17:15.00- 【関東ローカル】パート4　全国・関東地方の天気予報 / ニュースを一本　ここでは、右上の項目テロップは、付かない。尚、VTRなどの途中でスタジオに画面が変わって数秒間顔出しになりメインキャスターの原稿読みと進行二人の様子がわかる。　
  - ここでTVQが飛び降り（17:17.45）
- 17:17.45- CM60秒（関東ローカル）
- 17:18.45- 【関東ローカル】最後にもう一本（ニュース、話題、スポーツなど） 10秒　※TX・BSジャパン・日経CNBCのみ
- 17:18.55- 次番組予告ジャンクション 5秒※TXのみ、BSジャパン・日経CNBCはIDに差し替え（『ワールドビジネスサテライト』でも同様）

岐阜放送は、2007年4月2日から同年4月27日までは17:20までのフルネットだったが、同年4月30日からは17:13.20までになった。

#### それ以降のリニューアルおよび期間限定で変更された部分
基本は2007年4月2日からのタイムテーブルと同じであるため、変更点のみ記載。
2008年2月18日 - 2008年3月31日
- 提供クレジット13秒
  - CM90秒（全国帯）　※2008年2月頃 - 同年3月31日は、60秒の日もあり
- パート3- ニュース / フラッシュニュース（2 - 4本） / マーケット情報（祝日なし）
- 17:12.50- TVh・BBC飛び降り※30秒繰り上げ
- 17:12.55- 「この後もニュース」ジングル　タイマー出力　※30秒繰り上げ
- 17:13.00- TVA・TVO・TSCおよびGBS・TVN・WTV飛び降り　※30秒繰り上げ
  - CM（ローカルスポット）120秒※30秒繰上げ、拡大
- 17:15.00- 【関東ローカル】天気予報 / フラッシュニュース

2008年4月 - 9月
- 17:15.00- 【関東ローカル】天気予報 / フラッシュニュース
- 17:17.30- 番組宣伝15秒 2008年4月 - （『週刊ニュース新書』、2008年4月1日?のみ『いい旅・夢気分』） ※TVQもそのまま放送
- 17:17.45- CM（関東ローカル）60秒※ここでTVQ飛び降り

2008年6月30日 - 9月
- 16:52.00- 「速ホゥ!　このあとすぐ!」30秒（副調整室から赤平、または倉野が放送内容の一部を紹介）　※BSジャパンでは、前番組（ラテン・韓国ドラマ枠）がSBなしで16:54.00に繋がるよう編成されているため未放送
- 16:52.30- CM90秒※BSジャパンは未放送（上に同じ）
- 16:54.00- 番組開始
  - CM（ローカルスポット）90秒
- 16:59頃- 最新ニュース一覧（4項目）

## ネット局
TXN系列局
- テレビ東京（基幹・制作局）
- テレビ北海道
- テレビ愛知
- テレビ大阪
- テレビせとうち
- TVQ九州放送
- BSジャパン

独立局
- 岐阜放送
- びわ湖放送
- 奈良テレビ放送
- テレビ和歌山

### 各局ローカルニュース

#### TXN系列局
| 放送局名       | 番組名                                          |
| -------------- | ----------------------------------------------- |
| テレビ北海道   | おばんでスタ!→TVh道新ニュース（土曜日も放送）   |
| テレビ愛知     | ニュース&ワイド マイユウ!→速ホゥ!               |
| テレビ大阪     | ビジネス525（テレビ和歌山でも放送）→ニュースBIZ |
| テレビせとうち | ザニュースTSC→ザニュースTSCワイド→ザニュースTSC |
| TVQ九州放送    | 速ホゥ!FUKUOKA                                  |

TXN系列局では2006年3月まで『速ホゥ!』の後にローカルニュースを放送し、関東地方のみローカルニュースを放送せずバラエティー番組『ぶちぬき』を放送する編成だった。
だが、同年4月から18時台のアニメ枠が『速ホゥ!』の後の17:30開始に繰り上がったため（アニメ530を参照）、系列局のローカルニュースは『速ホゥ!』の前に放送されている『レディス4』の後半10分枠を差し替えて『速ホゥ!』を内包した番組にするか、5分程度のスポットニュースタイプに縮小することで対応した（テレビ愛知・テレビ大阪・テレビせとうちが前者。テレビ北海道とTVQ九州放送が後者で、17時前の5分間は番組スポットなどミニ番組とした）。
なお、2007年4月改編で17:15から15分間をローカル枠とすることになった（テレビ東京とBSジャパンは17:20で番組終了）。また「速ホゥ!」を内包させ3部構成の形をとっていたTVO・TVA・TSCは第1部が廃止となり、1年ぶりに「レディス4」のフルネットを再開させることになった。

#### 独立局
| 放送局名     | 番組名                                                                                       |
| ------------ | -------------------------------------------------------------------------------------------- |
| 岐阜放送     | らぶらぶワイドぎふTODAY→夕がた屋テ!→ぎふチャンワイド タワー43                                |
| びわ湖放送   | ニュース&情報 びびっとびわこ→びびっとびわこN→びびっとビーム→地域情報プレゼンター びびドキッ! |
| 奈良テレビ   | News Up なら                                                                                 |
| テレビ和歌山 | ニュースライフラインわかやま→@あっと!テレわか                                                |

独立U局はテレビ東京のアニメ枠を同時ネットしていないため、TXN系列局と比べてローカルニュース編成の自由が利いている。また、『レディス4』をネットしている地域についても、同番組の完全ネットを継続している。

### TXN系列局以外の提供クレジット対応状況
BSジャパンの場合
原則としてテレビ東京と同じスポンサーがつく（但し、地上波マスターの直受けでなくテレビ東京の局内回線を受け、BSジャパン独自でスポンサーを表示。）が、地上波で提供クレジットに表示をしないスポンサーの場合などはつかないこともある（1社も表示しない場合は通常フォントで「BS JAPAN」と表示）。また別番組からの振替の場合、BSジャパンでの放送がないもの（時代劇アワーなど）についてはつかない。無論、番宣の部分についてはBSジャパン向けのものに差し替えてある。この体制は後番組の「NEWS　FINE」第2部の途中期まで続いたが、その後は2012年3月30日の平日夕方のニュース枠の同時放送打ち切りまで全編ノンスポンサーとなっていたため、当該箇所はすべてBSジャパンの局ロゴを表示していた（同時ネットしているTXN各局と一部の独立U局ではこの表示により、地上波・BSのどちらを受信しているかを明確にしやすくしている）。
独立局の場合
TXN各局のスポンサードネットの関係上、ネット回線の映像にテレビ東京系のスポンサーが表示されるが、系列外の局では同じCMが放送できない。そのため提供クレジットが出る部分を、局ごとでブルーバックの提供画面やCMに差し替えている。本編中で右下に出るクレジットについては、奈良テレビをはじめ、スポンサー部分に「速ホゥ!」という文字を被せて隠すようにしている。
岐阜放送では放送中画面右下にテレビ東京系のスポンサーが表示されるが、特別隠すことをせず、画面左下に岐阜放送でのスポンサーを表記する。そのため提供テロップが画面の左右に表示されることになる。

## 番組に関するエピソード・備考
- 天気予報に度々登場するウサギのキャラクターは、内藤本人によって毎回デザインされている。2006年7月現在はネコ（?）に変わっているが、このネコ（?）も内藤のデザインによるものかは不明。2007年4月の改編で姿を消したが、同年4月から『ニュース&マーケットイレブン』内「きょうの?（ハテナ）」にウサギが登場するようになったが、現在このコーナーは自然消滅している。

- 2006年9月6日、秋篠宮妃紀子の第3ご出産に伴い、番組が30分拡大となった。予定外での急遽拡大はニュースアイ時代でのイラク戦争激化以来で、この番組では初。また今回は、TXN6局と独立4局（日経CNBCについては未確認）のすべてが初めて5:25での飛び降りなしで完全ネット（ただし飛び乗りに関しては、テレビ大阪のみが4:55にスタートしたのを除き、通常通り）となり、番組全体を薄くのばす形を取った。そのため市況や天気予報は5時50分ごろに伝えられ、その後各局のローカルニュースに切り替わった。またこの時、偶然にも高橋名人に街頭インタビューをしていたため話題となった。またそのVTRは同日の『NEWS MARKET 11』でも放送された。

- これまで、夕方ニュースの全国枠において市況と天気予報のコーナーの両方を常設し続けているのは、唯一テレビ東京が最後となっていたが、2007年4月の改編で天気予報がローカル枠に移動となったため、夕方ニュースの全国枠で天気予報を設ける局は完全に存在しなくなった。

- コメンテーターもこの番組では設置されていない（前枠『TXNニュースアイ』時代は2003年3月まで設置）が、秋篠宮妃紀子第3子出産の時など大きなニュースがあった場合はゲストコメンテーターを迎えることもある。

- 放送時間の関係上もあるが、ワイドショー風な編集・スタイルをとっている他局に比べてこの番組はストレートニュース率が多くシンプルな編集・スタイルをとっている。

- 放送中にニュースが飛び込んできた際（いわゆるニュース速報 / Breaking News）、普通は「速報」と出すところを番組タイトルにひっかけて「速ホゥ!」と出していた時期があった。

- 2007年4月から天気予報が関東ローカルとなったが、TVQは17:18までネットするためこの部分もそのまま放送している。理由として、この後のローカルパート『速ホゥ!FUKUOKA』で伝えるニュースの項目数によっては天気予報の時間が確保できない場合があるため、単純にローカル枠を拡充する気がなくそのまま垂れ流しの状態にしている、などが挙げられる。TVQがこの部分を放送していることについてはテレビ東京側も配慮を見せており、できるだけ福岡の予報についても補足して読み上げるようにするなどしている。

- 月・火のみ、第3パートのCM枠（ローカル90秒）のあとに『日経スペシャル』の番宣CM15秒[6] が挿入されている。本編内での放映ではなくCM枠内での扱いのため、BSと独立局では別CMに差し替えられている。そのため「一部地域（およびBSジャパン）除く」の表示もない。同年4月以降は、同年同月の改編で第3パートのCM枠を放送しない局が出てきたため実施していない。尚、これはニュース&マーケットイレブンでも実施されていて、同番組では現在も続いている。

- テレビせとうちの『ザニュースTSC』および『ザニュースTSCワイド』のホームページでは、最初「速ホゥ!」が誤って「速報!」となっていた。一時期正しい表記に訂正されていたにもかかわらず、2007年4月から再び誤りの表記に戻っていた。その後すぐに訂正された。

- テレビ東京の報道番組・情報番組の中では唯一、関東ローカルの天気予報の部分で、関東地方（1都6県）と静岡（熱海）のほかに「長野」地区の情報を伝えている（2007年4月から2008年3月まで）。これは、長野県のCATV加入率が高く、区域外再放送でテレビ東京が視聴できることを考慮していると思われる。

- 番組のスクープニュースを伝える際、スクープという言葉を使わず「独自（ニュース）」と表現する傾向がある。ここ最近では『ワールドビジネスサテライト』でも「今夜まずは、『WBS』の独自ニュースからです」といった具合で使われるようになるなど、テレビ東京全体でスクープという言葉の使用を避ける動きがある。

- 赤平がメインキャスターになってからは民放キー5局の夕方ニュースにおいて、男性がメインキャスターをつとめるのはこの番組のみとなった。ちなみに、前任の佐々木がメインキャスターだった時期は5局すべてでメインキャスターが女性という状態だった。

- 2008年4月14日放送分より地上波・BSともリアルタイム字幕放送に対応するようになった（「字幕」のテロップはTXN各局・BSジャパン共通のデザイン）。同局では初の試みとなる。但し、「字幕」のテロップ表示は他のテレビ東京系字幕放送番組とは違い、マスター送出ではなく、副調整室から（上部）そして、（番組テロップの一部として）キャスター名、「HVハイビジョン制作」（下部）とともに表示されるため同時ネットの放送局でもそのまま東京送出のものが流れる。7月1日以降は他の番組同様「HV ハイビジョン制作」マークは非表示となったため、「字幕」マークのみの表示となっている。なお、他の在京民放キー局やNHKではリアルタイム字幕放送番組がニュース番組に限らず、情報・バラエティー番組やスポーツ中継などで生字幕放送に対応する番組の数が増加する中、テレビ東京系列のリアルタイム字幕放送番組は2013年9月のゴルフ中継（特番を含めると同年7月の隅田川花火大会の中継）が実施されるまでは平日夕方のニュース番組枠1番組のみの体制が長らく続いていた。

### 新商品情報と投資情報
『速ホゥ!』は新番組告知の段階から、新商品情報を番組のコンセプトの1つとして前面に押し出してきた。番組開始時の2005年4月には、その日に発売の新商品を紹介するコーナー(水曜日は、投資に関する情報)を設けた。担当は石川葉子。当初は「さて続いては、新商品です」という具合に特にコーナー名は付けられていなかった。同年7月の小規模リニューアルの際に「初モノ」というコーナー名が正式に付けられた(水曜日に関しては一応マネーコーナーと呼ばれるようになったが、正式なコーナー名は最後までなかった)。その商品のミソにあたる箇所には「ここがポイント」マークを表示した。尚マネーコーナーでは、同年8月を含めて合わせて2回、過去に紹介した投信商品がその後どうなったかを「追跡マネー」と称したシリーズで取り上げたり、同年10月頃からは森本智子アナも不定期で担当するようになった。だが、看板的企画だったこれらのコーナーは2006年4月のリニューアルで姿を消してしまい、それ以降はコーナーを一切設けない、完全なストレートニュースに形を変えた。

### 季節を感じる工夫
2005年7月からは、季節に合わせてスタジオ全体の照明の色を変えることで、スタジオセットを変えることなく番組の雰囲気を変えるという手法がとられるようになった。夏場は涼しげな水色、冬場は温かみのあるオレンジ色にしていた。また、これに加えて緑色系の観葉植物や紅葉を合わせることもあって、より季節感を味わえるよう工夫されていた。しかしこの計らいも、2006年4月のリニューアルでは、キャスター席の後ろに中規模のセットが追加されただけ。結局キャスター入れ替えが行われた同年7月の時点でもスタジオはオレンジ色のままで、その後2007年4月のセット変更まで一回も変更されることはなかった。